# Gluho doba noći
Gluho doba noći, prema pučkom vjerovanju, razdoblje između ponoći i tri do tri i pol sata po noći kada su se događali natprirodni događaji povezani uz pojavu vještica, demona ili duhova. Završavalo je između tri i tri i pol sata ujutro s javljanjem prvih pijetlova kada su nestajala demonska bića i zlodusi.
Prema vjerovanjima, najveća aktivnost vještica događala se oko ponoći ili od ponoći do 3 ujutro, dok je vrijeme oko tri sata ujutro ili od 3 do 4 ujutro bilo tzv. đavolje vrijeme koje je predstavljalo izrugivanje i inverziju vremena Isusove smrti. Tada su demoni imali najveći utjecaj. Jednako tako, vjerovalo se da je u razdoblju oko ponoći najtanja granica između svijeta živih i mrtvih te da živi mogu lakše uočiti pojavu duhova umrlih.
Osim vještica i čarobnjaka, i vile su izlazile iz svojih skrovišta na livade i njive u gluho doba noći te su se zabavljale i plesale kolo. Općenito se vjerovalo da ta bića mogu s većim uspjehom obavljati svoje mračne prakse po noći.
Sintagma gluho doba noći upotrebljava se i kolokvijalno za dio noći kada je većina ljudskih aktivnosti u stanju mirovanja te se ne očekuju djelovanja i zvukovi koji bi remetili noćnu tišinu i mir. Istovremeno, sintagma se često spominje i u kontekstu iznenadne i problematične aktivnosti koja se odvija pod okriljem noći.